# Pseudomyrmex boopis
Pseudomyrmex boopis är en myrart som först beskrevs av Julius Roger 1863.  Pseudomyrmex boopis ingår i släktet Pseudomyrmex och familjen myror. Inga underarter finns listade i Catalogue of Life.

## Bildgalleri

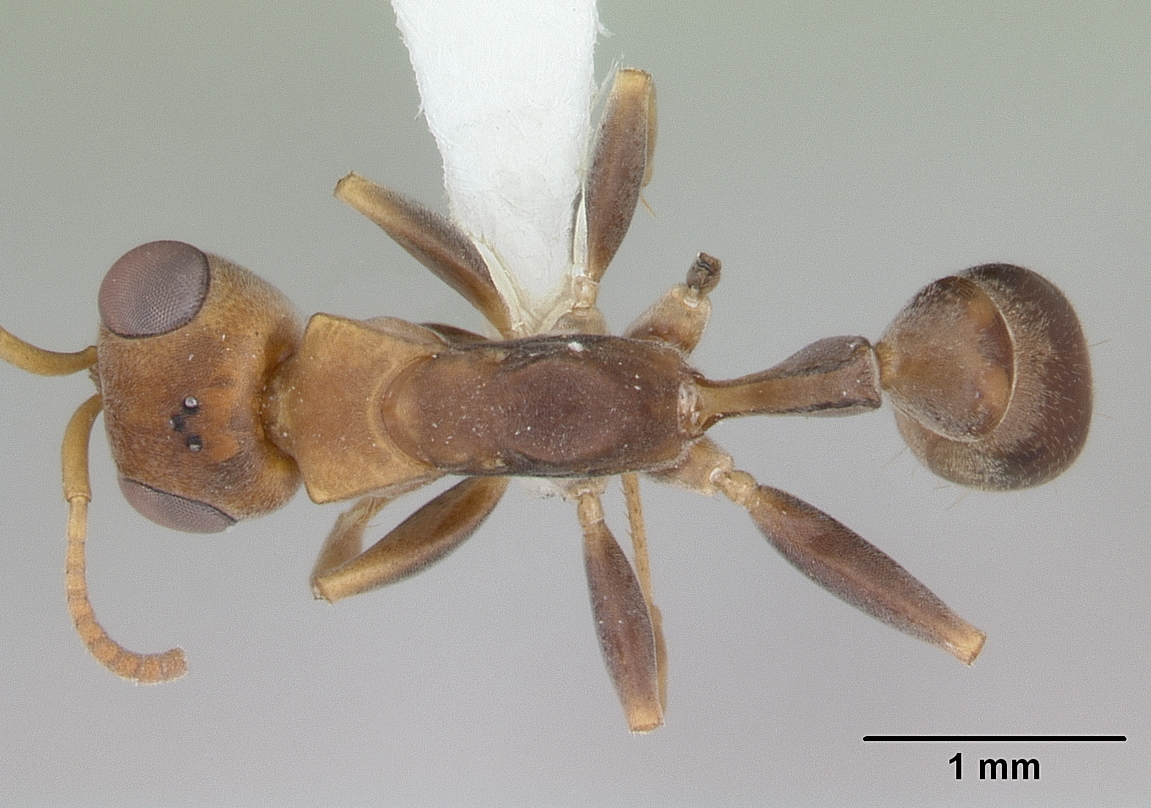
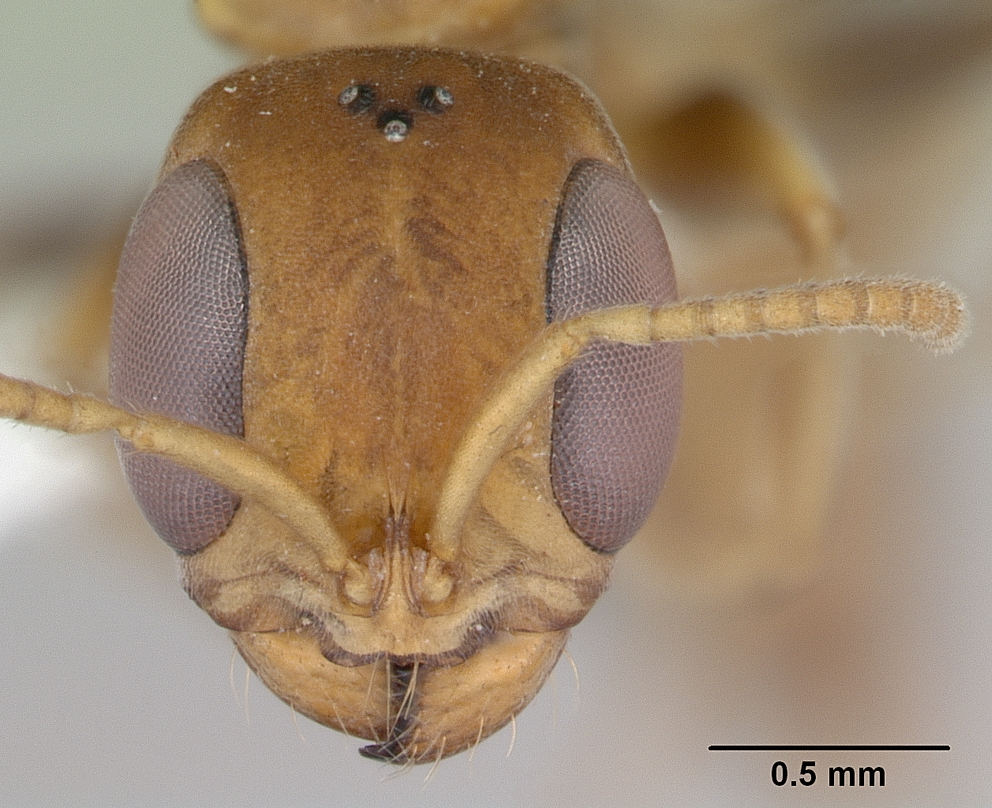
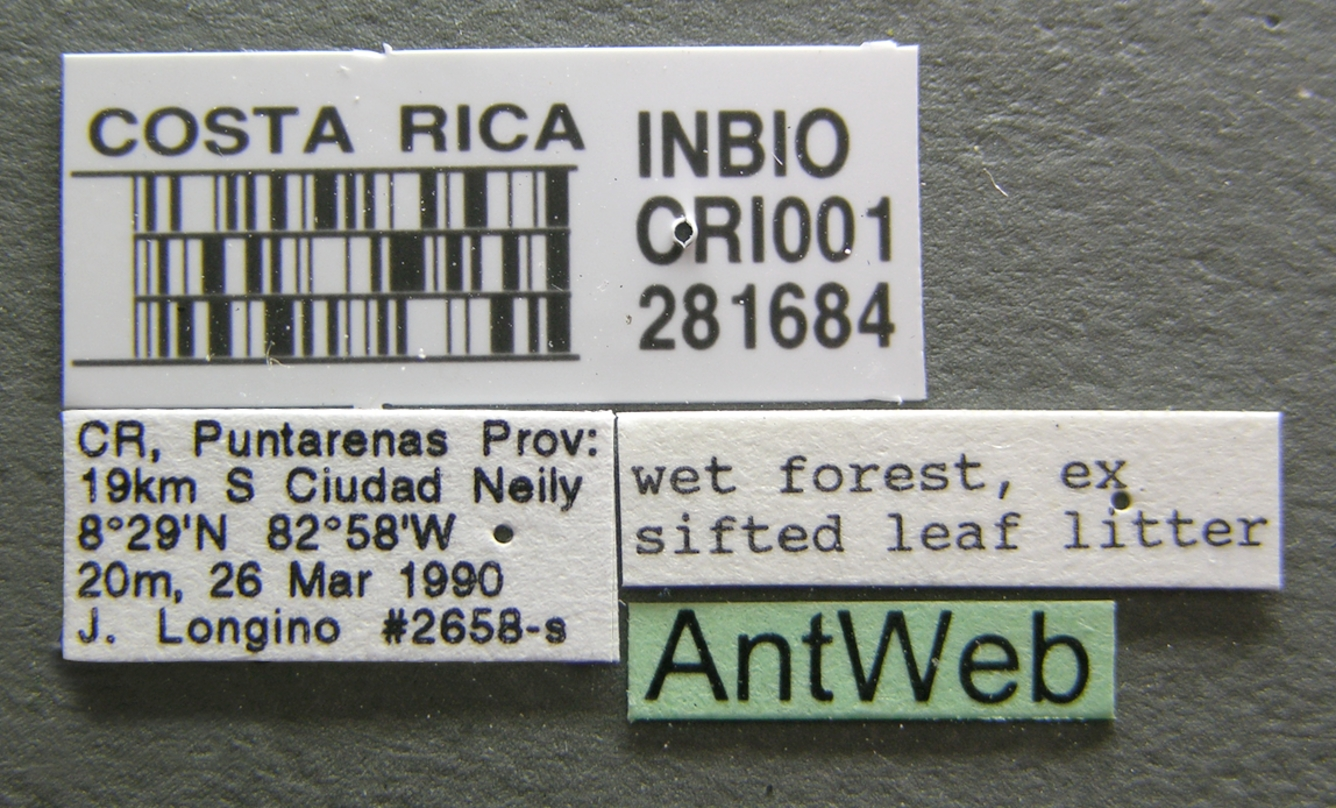
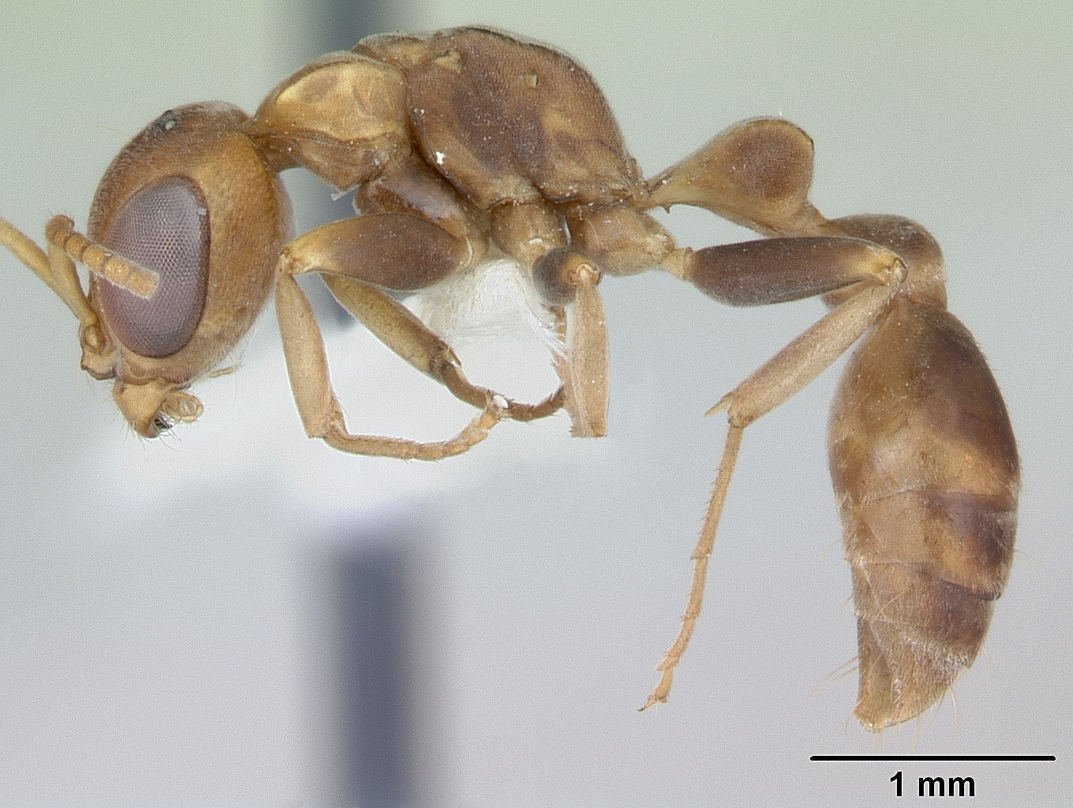